# Мифы Аттики

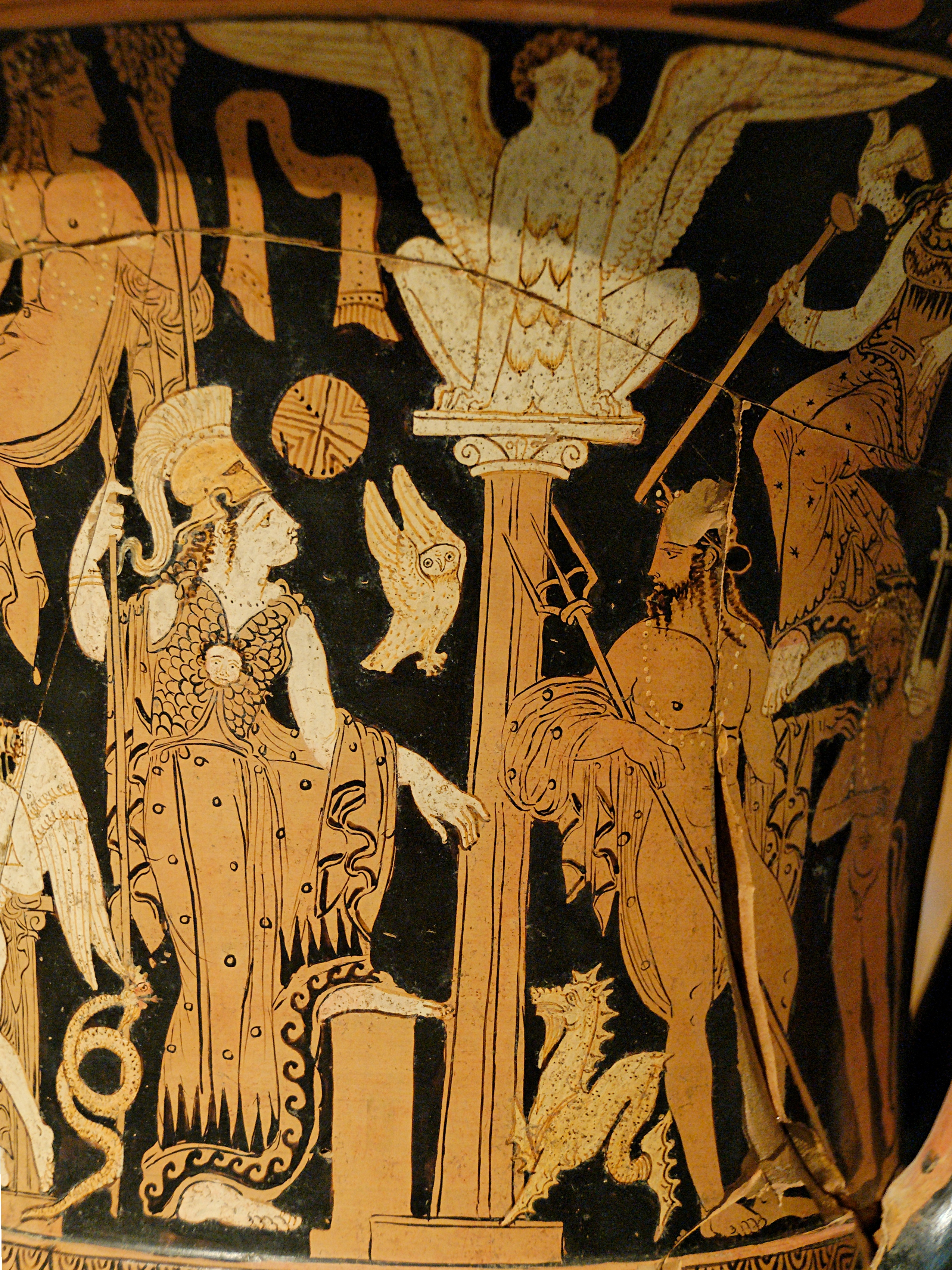
Афина и Посейдон, спорящие за владычество над Аттикой. Вазописец Наццано.

В историческую эпоху Аттика составляла единый полис, однако мифологическая традиция указывает, что в Элевсине и на Саламине правили независимые цари. Есть указания на самостоятельность Форика и Марафона. Часто упоминаются вражеские вторжения в Аттику. Война с Миносом и поход Диоскуров завершились поражением Афин, война с Элевсином и фракийцами, вторжение амазонок, война с фиванцами, поход дорийцев — победой Афин. Мифы показывают сложный этнический состав населения Аттики. Есть следы родоплеменного устройства и его постепенной ликвидации. В списке царей несколько тезок — дуплеты некогда единых персонажей. См. Список мифических царей Афин.

## Божества в Аттике
- Зевс. Поклонение ему присутствует, но не сильно. Его культ установил Кекроп. Зевс превратил Перифанта в орла. В Рамнунте Зевс зачал Елену.
- Посейдон. Весьма важный бог, хотя он и проиграл спор с Афиной. Отец Гиппофоонта, Галиррофия, Евмолпа, Керкиона (версия), Кихрея, Скирона (версия), Тесея. Родоначальник двух афинских династий: Тесея и Меланфа. Ему в жертву принесена Хтония.
- Аполлон. Мифов немного. Отец Иона и (по версии) Евмолпа.
- Гермес. По версиям, отец Кефала, Керика и Элевсина.
- Дионис. В Афинах миф об Икарии и Эригоне, в Элевсине — миф об Иовакхе.
- Гефест. Отец Эрихфония, Кекропа (версия), Керкиона (версия).
- Арес. Отец Алкиппы, убивший Галиррофия. С ним могут ассоциироваться также фракиец Терей и амазонки.
- Геракл. Отношение к нему дружелюбное.
- Дедал. Первоначально микенское божество.
- Гера. Отсутствует полностью, замещенная Афиной.
- Афродита. Практически отсутствует, появляется в позднейших сюжетах.
- Афина. Несмотря на значимость культа, есть лишь один пучок мифов — связанный с Эрихтонием.
- Артемида. Связана с Бравроном.
- Деметра, Персефона и Аид. Важнейший культ в Элевсине, с которым связаны все мифы.

Но мужей, населяющих град велелепный Афины,
Область царя Эрехтея, которого в древние веки
Матерь земля родила, воспитала Паллада Афина,
И в Афины ввела, и в блестящий свой храм водворила,
Где и тельцами и агнцами ныне её ублажают
Чада Афин, при урочном исходе годов круговратных,-
Сих предводил Петеид Менесфей, в ратоборстве искусный.
С ним от мужей земнородных никто не равнялся в искусстве
Строить на битвы и быстрых коней, и мужей щитоносцев.
Нестор один то оспаривал, древле родившийся старец.
С ним пятьдесят кораблей, под дружиною, черных примчалось.
Мощный Аякс Теламонид двенадцать судов саламинских
Вывел и с оными стал, где стояли афинян фаланги.
(Гомер. Илиада II 546—558, перевод Н. И. Гнедича)

## Афинская царская династия
Персонажи:
- Аглавра (дочь Актея).
- Аглавра (дочь Кекропа).
- Аглавра (дочь Эрехфея).
- Акамант (сын Тесея).
- Актей.
- Алкиппа (дочь Ареса).
- Алкиппа (жена Метиона).
- Алкон.
- Атфида (Аттида).
- Афидант.
- Бут (сын Пандиона).
- Герса.
- Дедал.
- Демофонт (сын Тесея).
- Зевксиппа (жена Пандиона).
- Ипполит (мифология).

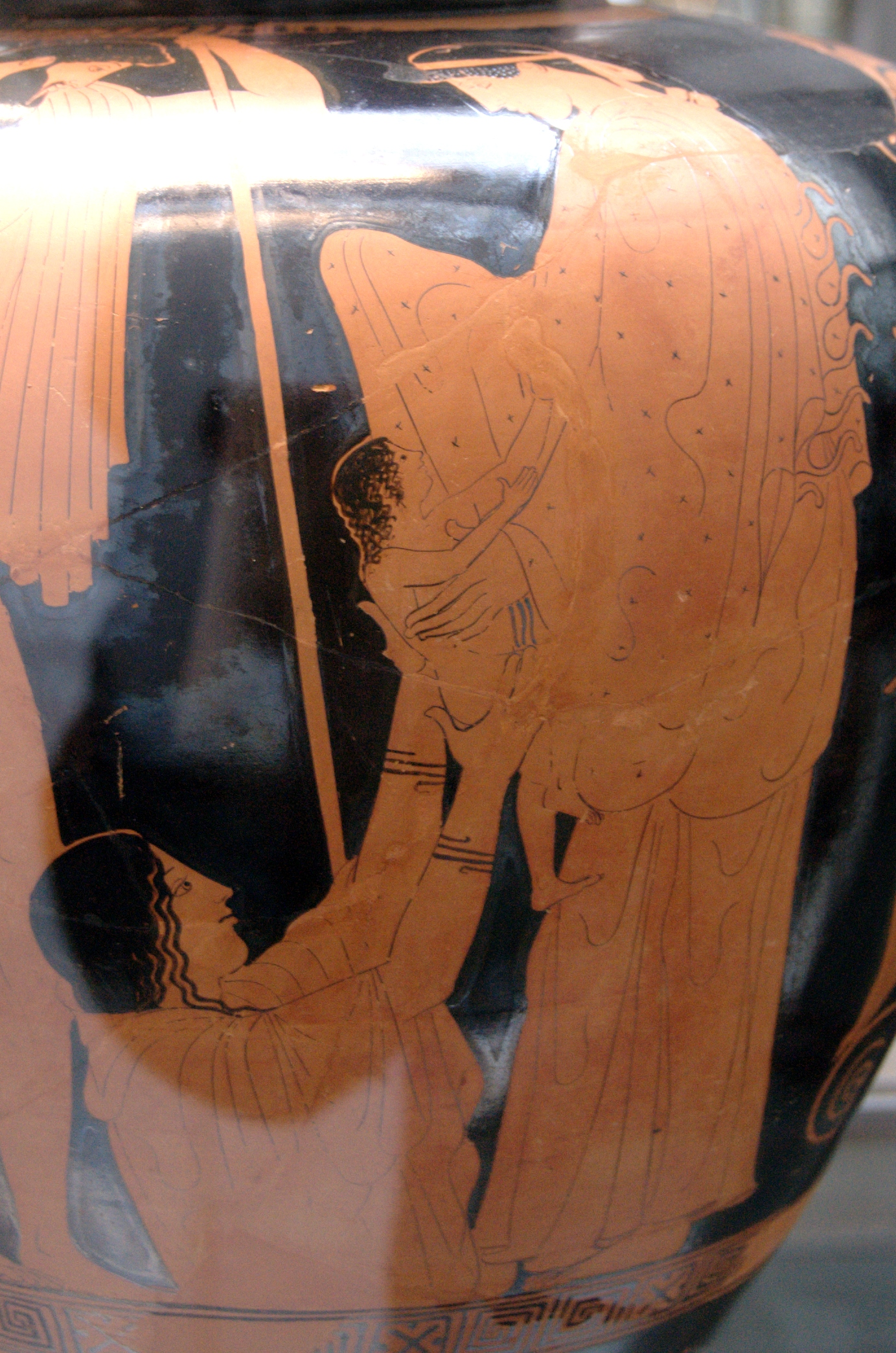
Рождение Эрихтония

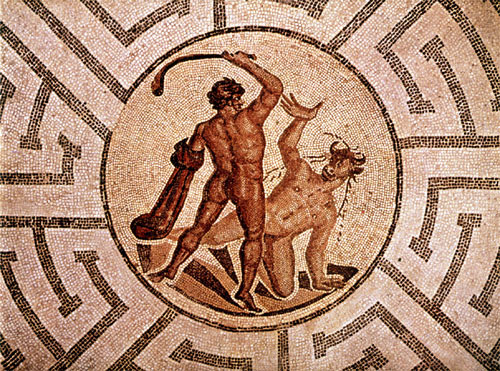
Тезей, убивающий Минотавра

- Ифиноя. По Ферекиду, жена Метиона, мать Дедала[1].
- Кекроп (сын Геи).
- Кекроп (сын Эрехфея).
- Клит. Сын Палланта. Участник афинского посольства к Эаку[2].
- Кодр (мифология).
- Кранай.
- Краная.
- Кранехма (др.-греч. Κραναίχμη) — дочь афинского царя Краная и Педиады[3].
- Креуса (дочь Эрехтея).
- Креуса. По версии, жена Пандиона, мать Эгея[4].
- Лик (сын Пандиона).
- Ликомиды. См. Лик (сын Пандиона).
- Медонт (сын Кодра).
- Меланф.
- Мелибея. Согласно историку Истру, жена Тесея, мать Эанта[5].
- Менесфей.
- Меропа (дочь Эрехфея). По версии, дочь Эрехтея и мать Дедала[6].
- Метиадуса.
- Метион.
- Оксинт.
- Орифия.
- Орней.
- Паламаон. Отец Дедала (по одному неясному упоминанию)[7]. По Мусею, он ударил Зевса по голове, когда родилась Афина[8].
- Паллант (сын Пандиона).
- Паллантиды.
- Пандион (сын Кекропса).
- Пандион (сын Эрихтония).
- Пандор.
- Пандора (дочь Кекропа). По Фульгенцию, сторожила ящик с Эрихтонием вместе с сестрой Аглаврой[9]. Видимо, ошибка вместо Пандросы.
- Пандора (дочь Эрехфея).
- Пандроса.
- Педиада.
- Пердика.
- Пердикс. См. Талос (ученик Дедала).
- Петеой.
- Праксифея (жена Эрехтея).
- Праксифея (жена Эрихтония).
- Протогония (дочь Эрехтея).
- Рикс. Надпись из Перги называет его афинянином, сыном Пандиона, покровителем города[10].
- Сикон. Согласно Полемону, сын Эвпалама, изготовил из камня фелат статую Диониса Мориха в Афинах[11]. Статуя Диониса Мориха была также в Сиракузах[12].
- Талос (ученик Дедала).
- Федра.
- Феребея. По редкой версии, жена Тесея[13].
- Фесей (Тесей).
- Фимет (царь Афин).
- Халкиопа — дочь афинянина Алкона, с отцом бежала в Халкиду на Эвбее[14].
- Хтония (дочь Эрехтея).
- Эвпалам.
- Эгей.
- Эней (сын Пандиона).
- Эрехтей (сын Пандиона).
- Эрехфей (сын Эрехтея). Упоминается лишь в поэме Нонна. Сын Эрехтея, предводитель афинян в войске Диониса[15]. Участник игр по Стафилу, кифаред[16]. Состязался на колесницах в играх по Офельту[17], а также в беге[18].
- Эрехфей. Иногда так называют Эрихтония.
- Эрисихтон (сын Кекропса).
- Эрихтоний (царь Афин).

## Другие афинские герои
Персонажи:
- Агрол.
- Алкаф. Афинянин. Отец Эрибеи, дед Эанта[19]. Тождествен Алкафою (сыну Пелопа) в мегарской версии.
- Амарсиад. Согласно Симониду, отец кормчего Ферекла[20].
- Амфидамант. Слуга Эрехтея, участник индийского похода Диониса[21].
- Антеида.
- Бафиклея. Родила от Посейдона афинянина Галиррофия[22].
- Биант. (Биас) Афинянин, участник Троянской войны[23].
- Букол (отец Сфела). Отец Сфела. Афинянин[24].
- Бут (сын Телеонта).
- Галиррофий.
- Гаргетт. Отец Иона, переселившегося из Афин в Элиду.
- Гермохар. Афинянин. Влюбился в Ктесиллу с Кеоса во время Пифийского праздника, затем женился, но жена умерла при родах, он по велению бога основал ей святилище[25].
- Гесих. Афинский герой, ему приносят в жертву барана, от него род происходил род Гесихидов, которые совершали возлияния Евменидам[26].
- Гиацинт (из Афин).
- Гименей.
- Гипербий (сикел).
- Дайт.
- Диом. Сын Колитта, афинянин. Первым принес жертву Гераклу как богу[27]. В Афинах праздник Геракла диомеи.
- Зевксиппа (дочь Эридана). Дочь Эридана. Жена Телеонта. Мать аргонавта Бута[28].
- Иас. (в переводе Гнедича Ияс.)[29] Сын Сфела, афинянин. Участник Троянской войны. Убит Энеем[30].
- Клитий. Афинянин, отец Фено, жены сикионского царя Лаомедонта[31]. Его потомок Ианиск был царем Сикиона[32].
- Колитт. Отец Диома (см. выше).
- Леой. Из Агнунта. Глашатай, сообщил Тесею о заговоре Паллантидов против него, и Тесей их перебил[33].
- Леонт (из Афин).
- Литея.
- Мефан. Афинянин. См. Кабиры.
- Огрил. Возможно, некий афинянин, от которого город Огрила на Сардинии. Либо от аттического дема[34].
- Орфея (Ортея).
- Праксифея. Дочь афинянина Леоя, принесенная в жертву за родину. Ей с сёстрами посвящён храм Леокорий[35].
- Рексенор (отец Халкиопы).
- Скирий. Отец Эгея (по версии)[36]. Возможно, либо Скир, либо Скирон других версий.
- Стихий. Вождь афинян[37]. Убит Гектором[38].
- Сфел. Афинянин. Сын Букола, отец Иаса[30].
- Телеонт. Афинянин, отец Бута[39]. Жена Зевксиппа[28].
- Феопа. (Теопа.) Дочь афинянина Леоя, принесенная в жертву за родину. Ей с сёстрами посвящён храм Леокорий[35].
- Ферекл. Сын Амарсиада. Вел корабль Тесея, согласно Симониду[20].
- Фидас. Афинянин, участник Троянской войны[23].
- Фоот. Участник Троянской войны. Вестник Менесфея[40].
- Форбант. (Форбад.) Афинянин, изобрел гимнастическую борьбу, был учителем Тесея[41]. Афинский военачальник при Тесее во время войны афинян с фиванцами[42].
- Фрасим.
- Халкин.
- Халкиопа (дочь Рексенора, др.-греч. Χαλκιόπη) — дочь Рексенора, жена Эгея. Бездетна[43].
- Эвбула — очь афинянина Леоя, принесенная в жертву за родину. Ей с сёстрами посвящён храм Леокорий[35].
- Эвктемон — афинянин, отец колонистов Филогена и Дамона[44].
- Эврита.
- Эглеида.
- Эндой.

Топонимы:
- Ареопаг. Камни на холме Ареса называются так: обвиняемый стоит на камне Гибрис (Оскорбление), обвинитель — на камне Анедейя (Непримиримость)[45]. По версии, получил название, так как там находился стан амазонок (служительниц Арея), когда те осаждали Афины[46].
- Афины. Город[47].
- Афиняне. Жители[48].
- Главкопий. Скала в Афинах, с которой бросилась вниз Герса[49].
- Дельфиний. Место в Афинах, где установлен суд над утверждающими, что совершили убийство по праву[50], там судили Тесея за убийство Паллантидов[51].
- Каллироя. Ключ в Аттике с девятью истоками[52]. К востоку от акрополя, у Илисса.
- Киносарг. («Белая собака»). Святилище Геракла в Афинах, с которым связано прорицание о белой собаке[53].
- Палладий. Место в Афинах, где судили непреднамеренные убийства[50].
- Пандросий. Святилище Афины, где растет олива[54].
- Пеласгикон. Название части Афин[55].

## Демы Аттики
Персонажи:
- Академ.
- Анафлист (сын Трезена). Сын Трезена. Переселился в Аттику, от него назван дем[56].
- Аргад. Сын Иона, эпоним филы в Аттике[57].
- Афидн.
- Гекала.
- Гелеонт. (Гелеон.) Сын Иона, эпоним филы в Аттике[58].
- Гоплет.
- Дамаст. См. Прокруст.
- Декел. Эпоним Декелеи в Аттике. Показал Диоскурам дорогу в Афидны[59].
- Дексион. Это имя носил Софокл, ставший героем после смерти[60].
- Икарий (из Аттики).
- Ион (мифология).
- Керам.
- Кефал (сын Гермеса).
- Кефал (сын Деиона).
- Кефисс.
- Клеобоя. По версии Конона, из Форика в Аттике, родила от Эосфора дочь Филониду[61].
- Колен.
- Колон. Герой-наездник, его именем названо предместье Афин[62].
- Крокон (из Аттики).
- Лакий.
- Макария (дочь Геракла).
- Мелита (дочь Мирмека).
- Мета — дочь Гоплета, жена Эгея. Бездетна[63].
- Мирмек. Отец Мелиты (по Гесиоду)[64].
- Мнесимаха. Павсаний упоминает в неясном контексте её сына, обрезающего волосы в дар Кефису (в Аттике)[65]. Возможно, исторический персонаж.
- Мопсоп. Герой. Его именем названа Мопсопия в Аттике[66]. Поэма Евфориона «Мопсопия».
- Мэра.
- Миунт. По Аполлодору, некий житель Аттики, погибший на псовой охоте, от его имени слово «мистерии»[67].
- Мория. Нимфа масличного дерева из Аттики[68].
- Муних (сын Пантакла). Вождь изгнанных фракийцами из Орхомена минийцев, переселившихся в Пирей, по его имени холм Мунихия. Либо царь Аттики, который предоставил минийцам это место[69].
- Паноп. Аттический герой, его именем назван «Панопов источник» у Ликея[70].
- Парал. Аттический герой. Сын Посейдона, изобретатель судоходства[71]. Был изображен на картине Протогона[72].
- Перифант.
- Полипемон. См. Прокруст.
- Порфирион.

Деяния Тесея, центральный фрагмент — убийство Прокруста, ок. 420—410 гг. до н. э.

- Прокопт. Так этот персонаж назван у Вакхилида[73]. См. Прокруст.
- Прокрида.
- Прокруст.
- Скифий. Посейдон во сне изверг семя рядом со скалами Колона в Аттике, и из земли родился конь Скифий, которого называют Скиронит[74]. Другая версия связана с Фессалией.
- Сфетт. Сын Трезена. Переселился в Аттику, от него назван дем[56].
- Титак. Житель Афидн, который предал их спартанцам при вторжении Диоскуров в Аттику[59].
- Фалер (аргонавт).
- Фегей. Воин Тесея[75].
- Фемий. По версии, отец Эгея[76].
- Фенея. Жена царя Перифанта. Превращена в орлана[77].
- Эгикор. Сын Иона, эпоним филы в Аттике[57].
- Эноя. (Ойноя.) Афинская героиня из Рамнунта, сестра Эпоха. Дала имя аттическому дему[78].
- Эпох. Герой из Рамнунта. Один из братьев Энои, давшей имя дему[78].
- Эригона (дочь Икария).
- Эригона (дочь Эгисфа).
- Эридан. Отец Зевксиппы. Его именем названа речка в Аттике.
- Эхетл или Эхетлей. Герой, почитавшийся в Марафоне, который пришёл во время Марафонской битвы на помощь афинянам, а потом скрылся[79][80].

Топонимы:
- Акта (или Актея). Древнее название Аттики[54]. По некоторым, Актика получила имя от Актеона[81].
- Алетиды. Празднество в Аттике, когда качаются на качелях, ибо Эригона повесилась[82].
- Аттида. Древнее название Аттики[3].
- Аттика. Страна[83]. «Заповедник беглой ахейской знати»[84].
- Афидны. Поселение в Аттике[85]. Из дема Афидны и филы Эантидов происходили Гармодий и его товарищи[86].
- Афмонеи. Дем в Аттике.
- Елена (остров). Островок у Аттики. На нём высадилась Елена после взятия Трои[87]. См. Краная.
- Икария. Деревня в Аттике, где были изобретены комедия и трагедия[88].
- Кекропия. Древнее название Аттики.
- Колон. Предместье Афин[89]. Связано с началом мореплавания[90].
- Крий. Дем в филе Антиохиде, назван от Крия[91].
- Мопсопия. Древнее название Аттики[92].
- Мунихий. Афинская гавань[93].
- Мусейон. Холм в Афинах, где пел свои песни Мусей[94]. Там было укрепление македонян, когда они захватили Афины.
- Стир. Дем в Аттике.
- Суний. Мыс[95].
- Триасийская равнина в Аттике. С центром в Элевсине. Её затопил Посейдон, проиграв спор за Аттику[54].
- Фалер. Гавань Афин до времени Фемистокла[96], при ней святилище Деметры и жертвенник сыновьям Фалера и Тесея[97].
- Форик. (Торик.) Местечко в Аттике[98]. «Форикова скала» находилась в Колоне[99]. Ещё в 16 в. до н. э. там добывали серебро[100]. Согласно Гекатею, некогда был полисом[101].
- Элевферы. Город в Аттике.
- Эноя — имя двух демов в Аттике. Один дем основан Ксуфом[102]. Один дем на границе с Беотией.
- Эрехтеида. Источник, который выбил Посейдон трезубцем[54].
- Эридан. Речка в Аттике, приток Илиса[103].

## Элевсин
- Алопа.
- Антиопа. Жрица Деметры, возлюбленная Мусея[104].
- Антиофем. (Антифем.) Отец Мусея[105]. Сын Экфанта[106].
- Аргиопа (мать Керкиона).
- Аскалаб.
- Баубо.
- Бранх (отец Керкиона).
- Бузиг.
- Гиммарад (Иммарад).
- Гиппофоонт.
- Дайра.
- Деиопа. Жена Мусея или мать Триптолема. Её могила найдена афинянами при строительстве храма Деметры в Элевсине[107].
- Демо. Дочь элевсинца Келея[108].
- Демонасса. Служанка элевсинской царицы, по орфикам[109]. См. Демо. en:Demonassa
- Демофонт (сын Келея).
- Диогения (дочь Келея).
- Диогения (дочь Кефиса).
- Диокл (из Аттики).
- Дисавл.
- Долих.
- Зарекс.
- Иамба (Ямба).
- Иовакх. Сын Диониса и Авры, чтимый в Элевсине[110]. См. Вакх.
- Каллидика. (en:Kallidike) Дочь элевсинца Келея[108].
- Каллиопа. Согласно орфикам, служанка элевсинской царицы[109].
- Каллифоя. Дочь элевсинца Келея[111].
- Келей.
- Келен. Сын Флия, отец Кавкона. Из Элевсина[112]. Известна кличка быка из Кносса — ke-ra-no (Келен, Чёрный)[113].
- Керик.
- Керики (en:Kerukes). См. Керик.
- Керкион (сын Бранха).
- Кинтиния. (Кинтинея.) По версии Сервия, жена Элевсина, мать Демофонта[114].
- Кихрида. Змея, которую вскормил Кихрей. На элевсинских монетах и рельефах в ногах Деметры змея, выглядывающая из плетеного ларца[115].
- Клисидика. (Клейсидика.) Дочь элевсинца Келея[108], или служанка элевсинской царицы[109].
- Котонея. По версии, жена Элевсина, мать Триптолема[116].
- Метанира.
- Мисма. Мать Аскалафа. Дала напиться Деметре воды, смешанной с мятой и ячменной мукой, которую Деметра выпила одним глотком[117].
- Мусей.
- Неэра. По версии, жена Келея и мать Триптолема[118].
- Огиг (царь Элевсина).
- Паммеропа.
- Пилий. Приемный отец Геракла при посвящении того в Элевсинские мистерии[119].
- Поликсен. Элевсинский герой[120].
- Праксифея. В рукописном варианте названа вместо Метаниры в элевсинском мифе[121].
- Рар.
- Рарийское поле. См. Рар.
- Сесара — по Памфу, дочь царя Элевсина Келея и Метаниры. Жена Крокона[122].

- Триптолем.

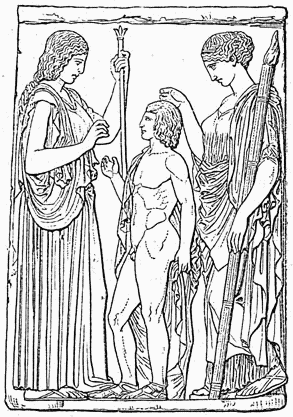
Деметра, Персефона и Триптолем

- Трохил. Гиерофант. Бежал из Аргоса из-за вражды с Агенором и пришёл в Аттику. Поселившись в Элевсине, имел двух сыновей: Эвбулея и Триптолема[123].
- Фитал.
- Флий. Из Элевсина. По словам афинян и гимна к Деметре Мусея, был сыном Геи. Отец Келена[124].
- Форбант. Царь Акарнании, отправившийся вместе с Евмолпом против Элевсина[125] и помогавший ему в войне с Афинами[126].
- Форбант. По другой версии, сын Евмолпа, погибший в войне против Афин вместе со своим братом Иммарадом[127].
- Хиона. По версии, жена Элевсина, мать Триптолема[128].
- Эвбулей (из Элевсина).
- Эвмолп (Евмолп).
- Эвмолпиды. См. Евмолп.
- Экфант. Сын Керкиона, отец Антифема[106].
- Элевсин (герой).

Топонимы:
- Агеласт. Скала в Элевсине, где села Деметра[129]. Эпитет Деметры в гимне[130].
- Каллихор. «Пляска красоты». Колодец в Элевсине, где села Деметра[131].
- Кефисс (en:Cephissus). Река на равнине Элевсина. Мост через Кефис переходили во время празднеств Элевсина[132].
- Элевсин. Город[133] Намек на элевсинские мистерии есть у Софокла[134].
- Элевсинцы. Жители Элевсина[135].

## Саламин
- Актей (отец Теламона). Имя Актей также носил отец Теламона (по версии Ферекида)[136]. Видимо, тождествен Актею, царю Афин.
- Анхиал. Участник Троянской войны, с Саламина. Убит Гектором[137].
- Главка (дочь Кихрея). Дочь Кихрея. По версии Ферекида, жена Актея и мать Теламона[136].
- Кихрей.
- Менесф. Участник Троянской войны, с Саламина. Убит Гектором[137]. Внук Скира, был в числе подростков, плававших с Тесеем на Крит[138].
- Мосин. С Саламина. Участник Троянской войны. Убит Парисом[139].
- Навсифой (кормчий)[140].
- Пандион (с Саламина). Спутник Тевкра, участник Троянской войны[141].
- Перибея (дочь Алкафоя).
- Перифем. Саламинский герой, которому приносил жертвы Солон перед войной с мегарцами[142].
- Саламина.
- Скир.
- Тевкр (сын Теламона).
- Теламон.
- Феак. Помощник кормчего Навсифоя, с Саламина, при плавании Тесея на Крит[20].
- Филей (сын Эврисака).
- Форкид. С Саламина. Участник Троянской войны. Убит Парисом[139].
- Эврилох. Герой. Изгнал с Саламина змея Кихрида[143]. Отождествление с тезками неясно.
- Эврисак.
- Эрибея. См. Перибея.

См. также: Эант, Текмесса.
Топонимы:
- Кефисс. Река на Саламине.
- Кихрея. Название Саламина[144].
- Питиусса. «Сосновый». Название Саламина[145].
- Саламин. Остров[136]
- Саламинцы. Жители Саламина, отправили флот под Трою[146]

## Связанные мифы других областей
См. также статьи других регионов:
- Адраст. Явился с мольбой после поражения, в Элевсине похоронили павших.
- Амфиктион. Царь Афин.
- Андрогей. Убит афинянами.
- Антиопа. Амазонка.
- Галик. Сын Скирона, вторгся в Аттику.
- Геракл. Посвящался в Элевсинские мистерии.
- Гиперборей. По версии, был афинянин.
- Девкалион. Жил в Афинах.
- Ианиск. Царь Сикиона, прибывший из Аттики.
- Иолай. Афиняне отправили с ним войско на Сардинию.
- Ионийцы бежали в Аттику, изгнанные из Ахайи.
- Ипполита. Амазонка.
- Ифигения. Основала святилище в Бравроне.
- Кавкон. Покинул Элевсин.
- Кастор. Вторгался в Аттику.
- Кентавры. Посейдон скрыл их в горе в Элевсине.
- Лелап. История пса кончается в Беотии.
- Марафон. Из Сикиона, жил в Аттике.
- Марафонский бык. См. Критский бык.
- Муних (Мунит). Сын Демофонта или Акаманта, погибший во Фракии.
- Патер. Эпитет Посейдона в Элевсине.
- Пегас. Из Беотии, привел к афинянам Диониса.
- Пеласги изгнаны из Аттики.
- Персефона. Близ Элевсина произошло её похищение.
- Птелеонт. Купец, которым притворился Кефал.
- Сикион. Пришёл из Аттики.
- Скирон. Связан с мегарскими мифами.
- Солоэнт. Спутник Тесея в войне с амазонками.
- Тевкр. По версии, некий Тевкр прибыл из Аттики в Троаду.
- Тевфрант. Афинянин, переселившийся в Лаконику.
- Филонида, мать Автолика и Филаммона. Жила в Форике.
- Халкодонт. Царь Эвбеи, воевал с афинянами.
- Эхем. Вторгся в Аттику, от него названа Академия.